# Patsy Ferran
Patricia "Patsy" Ferran (Valencia, 1989) es una actriz hispano-británica. Ha ganado un Premio Laurence Olivier y tres premios del Círculo de Críticos de Teatro.

## Biografía
Nació en Valencia, hija de padre barcelonés y madre valenciana. A los tres meses se mudó junto a su familia al condado de Surrey, en el sudeste de Inglaterra. Estudió en un colegio de monjas en Weybridge y posteriormente estudió arte dramático en la Universidad de Birmingham.
En 2014, mientras estaba en su último año de la Real Academia de Arte Dramático de Londres, fue contratada para actuar en una producción del West End de la obra Un espíritu burlón junto a Angela Lansbury. Ese mismo año actuó en la obra de Polly Findlay basada en la novela La isla del tesoro, presentada por la compañía National Theatre. Por estos trabajos recibió el premio Jack Tinker del Círculo de Críticos de Teatro a la intérprete novel más prometedora.
En 2017 debutó en el cine con tres largometrajes, Tulip Fever de Justin Chadwick, Tierra de Dios de Francis Lee y Darkest Hour de Joe Wright. Ese año también actuó en sus primeros proyectos de televisión, en las series Guerrilla, Jamestown y Will. Al año siguiente interpretó a Alma en la obra Summer and Smoke de Tennessee Williams, dirigida por Rebecca Frecknall y presentada en el teatro Almeida de Londres. Por este papel recibió un premio Laurence Olivier y un premio del Círculo de Críticos de Teatro a la mejor actriz. Ese año fue seleccionada por la revista Screen International en su lista de los actores y cineastas emergentes más prometedores de Reino Unido e Irlanda.
Su debut en Broadway estaba previsto para abril de 2020 con una producción de la obra ¿Quién teme a Virginia Woolf? de Edward Albee, dirigida por Joe Mantello y en la que actuaría junto a Laurie Metcalf, Rupert Everett y Russell Tovey. Sin embargo, las medidas de confinamiento durante la pandemia de COVID-19 suspendieron el estreno de la obra y debido a problemas de agendamiento de los actores se cancelaron las funciones planificadas.
Volvió a trabajar junto a Frecknall en una obra de Tennessee Williams, Un tranvía llamado Deseo, en 2022. Ferran interpretó a Blanche DuBois en reemplazo de la actriz Lydia Wilson, quien sufrió una lesión durante los últimos ensayos de la producción. Tuvo una semana para preparar la obra, que protagonizó junto a Paul Mescal en el rol de Stanley Kowalski. Fue nominada a un premio Laurence Olivier y ganó un premio del Círculo de Críticos de Teatro en la categoría de mejor actriz.  En 2025, la producción fue presentada en Estados Unidos, en la Academia de Música de Brooklyn.

## Filmografía

### Cine
| Año  | Título              | Rol                   | Notas |
| ---- | ------------------- | --------------------- | ----- |
| 2017 | Tulip Fever         |                       |       |
| 2017 | Tierra de Dios      | Robyn                 |       |
| 2017 | Darkest Hour        | Criada                |       |
| 2019 | How to Build a Girl | Björk                 |       |
| 2021 | Tom & Jerry         | Joy                   |       |
| 2021 | Mothering Sunday    | Milly                 |       |
| 2022 | Living              | Fiona                 |       |
| 2023 | Firebrand           | María I de Inglaterra |       |
| 2024 | White Bird          | Mille Petitjean       |       |
| 2025 | Hot Milk            | Julieta               |       |
| 2025 | Mickey 17           | Dorothy               |       |
| 2025 | Jay Kelly           |                       |       |

### Televisión
| Año  | Título          | Rol             | Notas                  |
| ---- | --------------- | --------------- | ---------------------- |
| 2017 | Guerrilla       | Gwen            | Miniserie, 2 episodios |
| 2017 | Jamestown       | Mercy Myrtle    | 24 episodios           |
| 2017 | Will            | Peg             | 1 episodio             |
| 2020 | Black Narcissus | Hermana Blanche | Miniserie, 3 episodios |
| 2022 | Life After Life | Pamela          | Miniserie, 4 episodios |
| 2025 | Miss Austen     | Jane Austen     | Miniserie, 4 episodios |
| 2025 | Black Mirror    |                 | Episodio "Eulogy"      |

## Premios y nominaciones
| Año  | Premio                                    | Categoría                                             | Obra                                    | Resultado | Ref.   |
| ---- | ----------------------------------------- | ----------------------------------------------------- | --------------------------------------- | --------- | ------ |
| 2014 | Premios del Círculo de Críticos de Teatro | Premio Jack Tinker al intérprete novel más prometedor | Un espíritu burlón y La isla del tesoro | Ganadora  | [ 5 ]  |
| 2015 | Premios Evening Standard Theatre          | Premio al talento emergente                           | La isla del tesoro                      | Nominada  | [ 16 ] |
| 2019 | Premios Laurence Olivier                  | Mejor actriz                                          | Summer and Smoke                        | Ganadora  | [ 7 ]  |
| 2019 | Premios del Círculo de Críticos de Teatro | Mejor actriz                                          | Summer and Smoke                        | Ganadora  | [ 8 ]  |
| 2019 | Premios WhatsOnStage                      | Mejor actriz en una obra de teatro                    | Summer and Smoke                        | Nominada  | [ 17 ] |
| 2023 | Premios Laurence Olivier                  | Mejor actriz                                          | Un tranvía llamado Deseo                | Nominada  | [ 12 ] |
| 2023 | Premios del Círculo de Críticos de Teatro | Mejor actriz                                          | Un tranvía llamado Deseo                | Ganadora  | [ 13 ] |
| 2023 | Premios Evening Standard Theatre          | Mejor actriz                                          | Un tranvía llamado Deseo                | Ganadora  | [ 18 ] |